# A Magyar Érdemrend középkeresztje (1922)
A Magyar Érdemrend Középkeresztje 1922. június 14-én alapíttatott vitéz nagybányai Horthy Miklós kormányzó által.

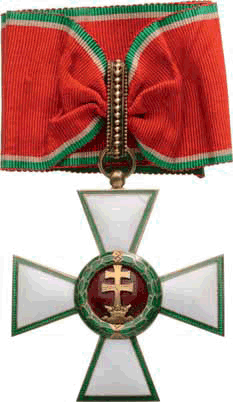
Magyar Érdemrend középkeresztje hadiszalagon

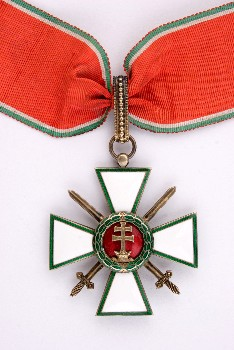
Magyar Érdemrend középkeresztje hadiszalagon, kardokkal

## Leírása
A Magyar Érdemkereszt II. osztálya, (majd 1935-től  Magyar Érdemrend  középkeresztje néven) a középpont felé összefutó szárú, fehérzománcos 52 mm átmérőjű kereszt. Ennek közepén a kör alakú éremfelületen a babérkoszorú övezte piroszománc mezőben hármashalmon pihenő nyitott koronából arany apostoli kettőskereszt nő ki. Hátsó oldalán e jelmondat: "Si Deus pro nobis, quis contra nos" és magának a Magyar Érdemkeresztnek az alapítása éve 1922. Nyakban viselendő 40 mm széles smaragdzöld színű szalagon. 1939-től a Magyar Érdemrend kitüntetés-családot hadikitüntetéskénti adományozását is lehetővé tették: a smaragdzöld szalag helyett ú.n. hadiszalagon adományozták. (40 mm széles vörös szalag, mindkét szélén fehér-zöld színű sávval). Amennyiben a kitüntetett személyes bátorsággal véghezvitt cselekményért, vagy (magasabb beosztásban lévőknél) sikeres harctéri vezetésért nyerte el a kitüntetést, akkor a hadiszalagon kívül a kereszt szárai között elhelyezett kardokkal is felékesítették azt.

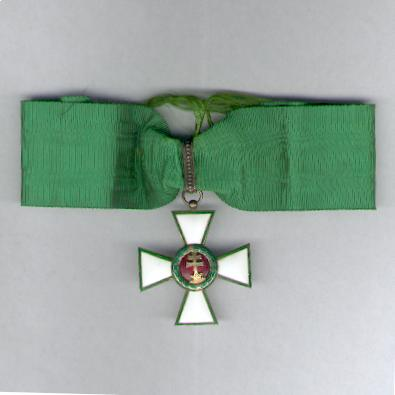
Magyar Érdemrend középkeresztje

|  |  |